# El amor no cuesta nada
El amor no cuesta nada es una película estadounidense, estrenada en el año 2003, la misma fue dirigida por Troy Beyer.

## Sinopsis
En la escuela, Alvin va cuesta abajo y socialmente, es un cero a la izquierda, pero Alvin, tiene un plan para escapar de este agujero y triunfar. Pasará de ser un chico tímido a ser exitoso, de ser un inadaptado al más integrado.
Incapaz de conseguirlo, Alvin se inventa un plan. Propone reparar el coche siniestrado de Paris si ella simula ser su novia durante dos semanas. Llegan a un acuerdo y Alvin comienza a hacerse famoso y a recibir propuestas de chicas que antes le esquivaban. Aunque su padre está orgulloso de él por convertirse en un ligón, la popularidad tiene un precio. hasta que se enamoran ellos al final  